# وسام الشمس المشرقة
وسام الشمس المشرقة (باليابانية: 旭日章، وتنطق «كيوكوجيتسو شو»، وبالإنجليزية: Order of the Rising Sun) هو وسام ياباني أنشأه الإمبراطور ميجي سنة 1875 ليكون بذلك أول وسام وطني تمنحه الحكومة اليابانية.
أنشئ الوسام في 10 أبريل 1875 بموجب مرسوم من مجلس الدولة الياباني، وتمثل شارته أشعة تنبعث من الشمس المشرقة التي ترمز إلى اليابان («أرض الشمس المشرقة»).
يمنح الوسام لمن قاموا بإنجازات بارزة في العلاقات الدولية ونشر الثقافة اليابانية ومساهمات أسهمت في تقدم مجالاتهم، وتطويرات في مجال الرخاء الاجتماعي والمهني أو في مجال المحافظة على البيئة. وقد تحولت أعلى طبقة من وسام الشمس المشرقة بدءًا من سنة 2003 إلى وسام مستقل بذاته أطلق عليه اسم «الوشاح الأكبر لوسام زهر الباولونيا».
بدأ منح النسخة الحديثة من وسام الشمس المشرقة لغير اليابانيين منذ سنة 1981 (رغم أن العديد من الأجانب حصلوا عليه قبل الحرب العالمية الثانية)، كما بدأ منحه للنساء منذ سنة 2003 (كانت النساء قبل سنة 2003 يحصلن على «وسام التاج الثمين»).
يدار الوسام بواسطة مكتب الأوسمة التابع لمكتب رئيس الوزراء، ويُمنح باسم الإمبراطور، ويجوز منحه بعد وفاة الممنوح له.

## طبقات الوسام
حتى عام 2003، كان الوسام ينقسم إلى تسع طبقات، قبل أن يُفصل الوشاح الأكبر لوسام زهور الباولونيا كوسام مستقل وتُلغى أدنى طبقتين من الوسام، ليصير منذ ذلك الحين سبع طبقات.

## من الحاصلين على الوسام

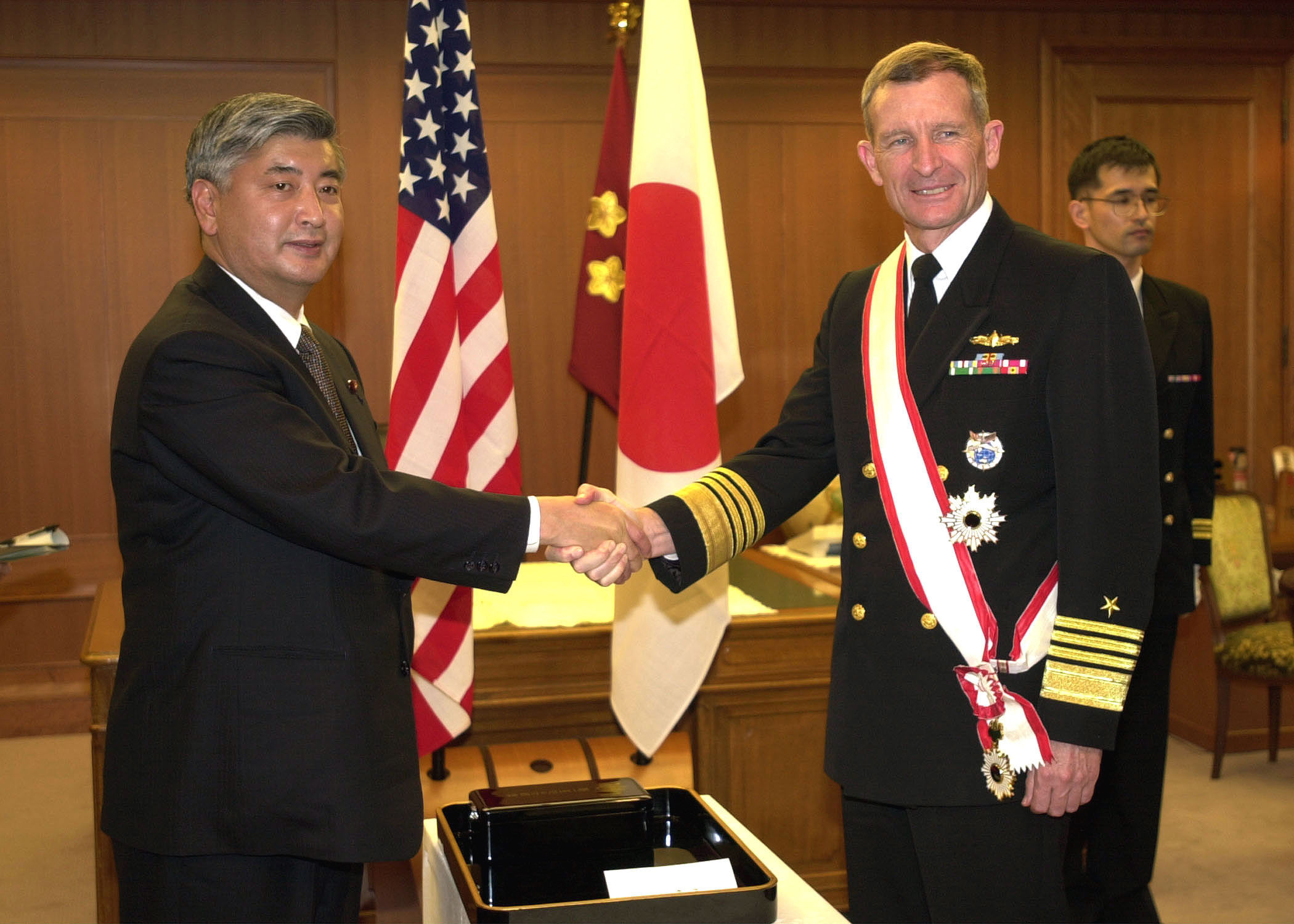
الأدميرال البحري الأمريكي دنيس بلير أثناء منحه وسام الشمس المشرقة سنة 2002

### الطبقة الأولى: وسام الشمس المشرقة مع زهور الباولونيا، الوشاح الأكبر
وهي الطبقة التي فُصلت لتكون وسامًا مستقلًا هو وسام زهور الباولونيا، ومن الشخصيات التي حصلت على هذه الطبقة من الوسام قبل سنة 2003 كل من:
- جورج شولتز[6]
- دوغلاس ماكارثر[7]
- كارل غوستاف إميل مانرهايم[8]
- كونراد أديناور (1963)[9]

## معرض لصور بعض الحاصلين على الوسام

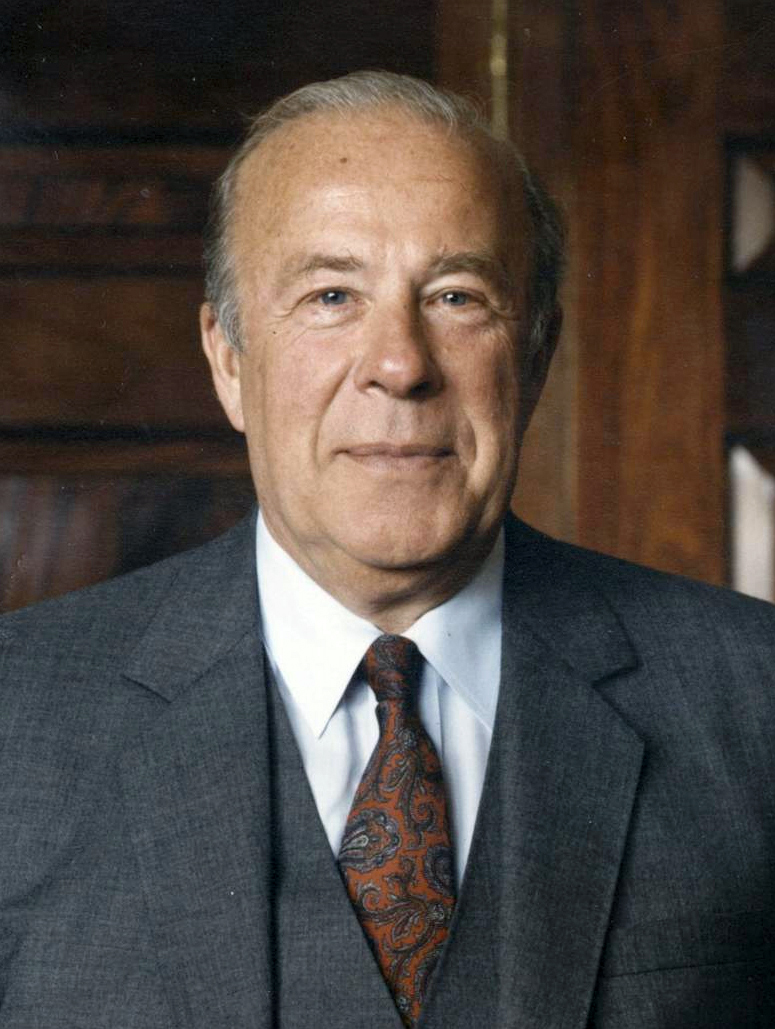
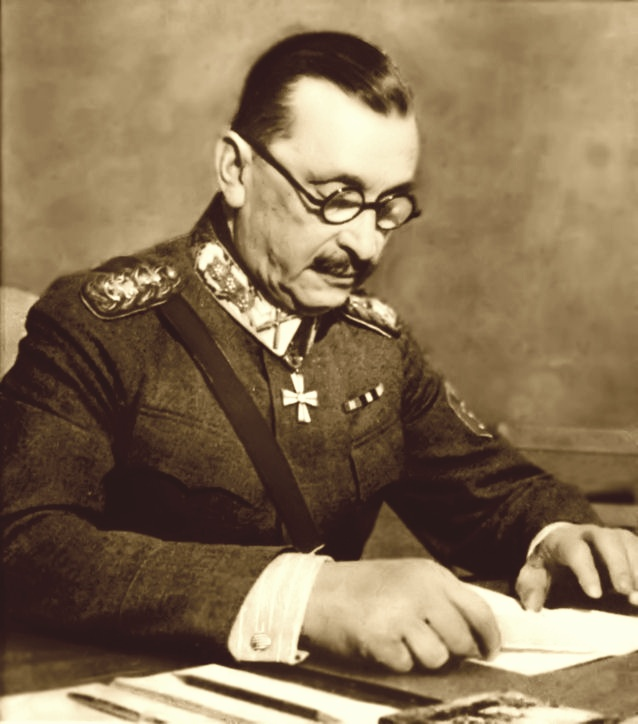
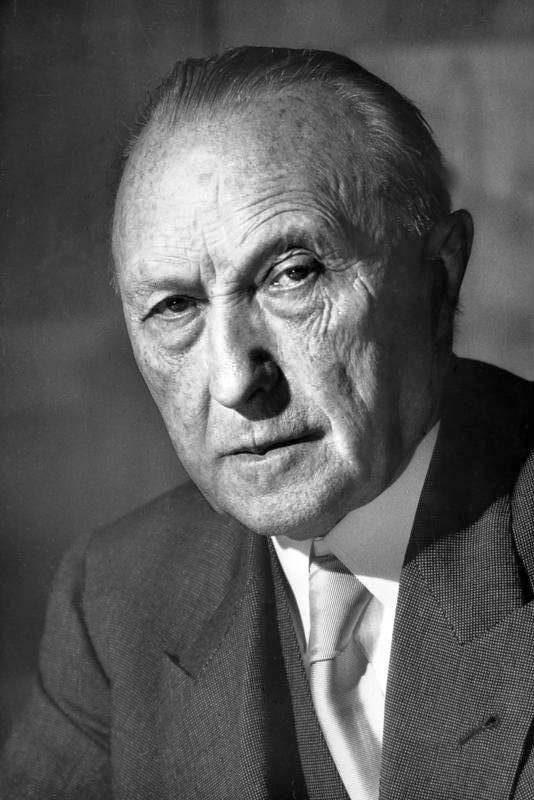
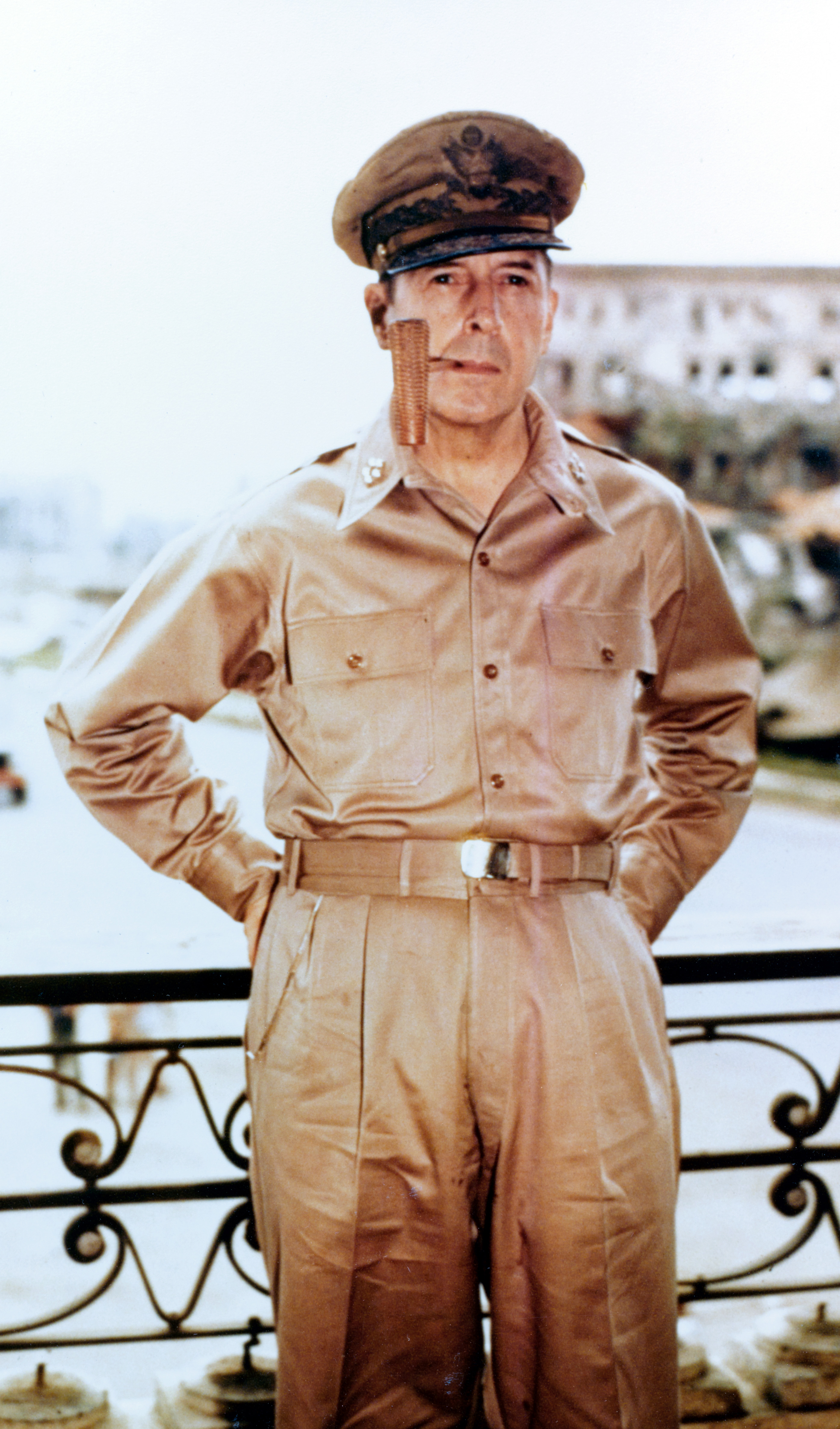
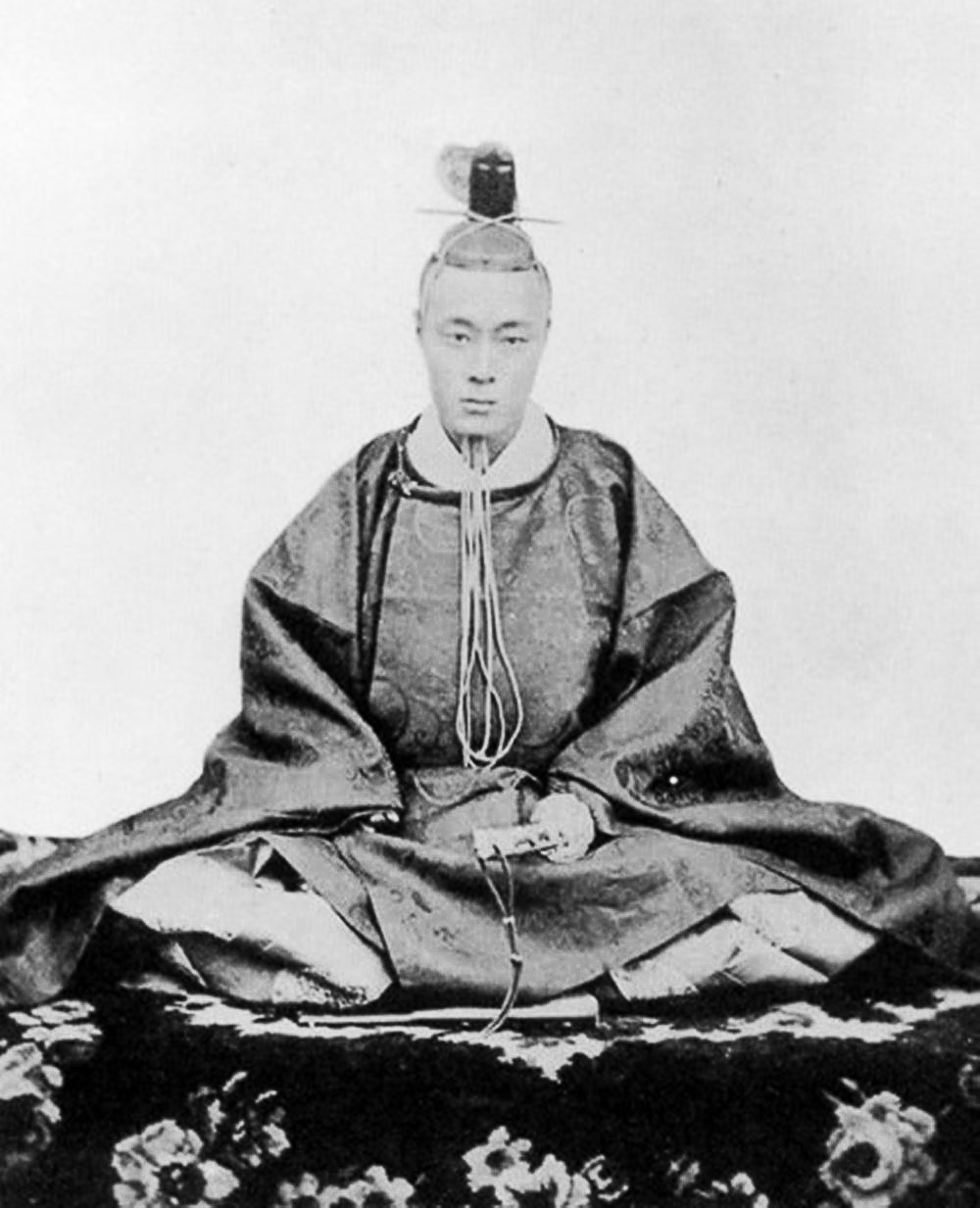
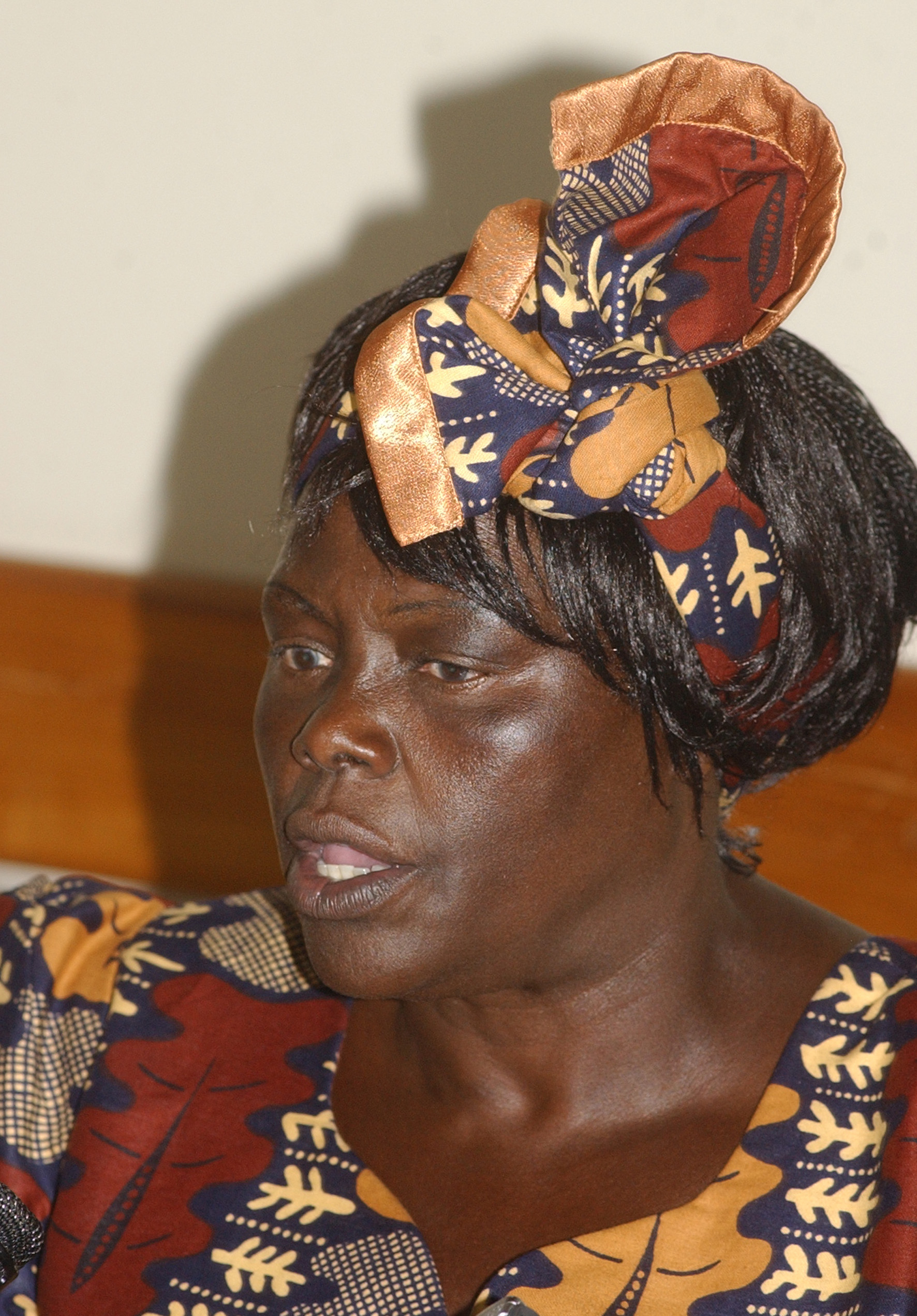
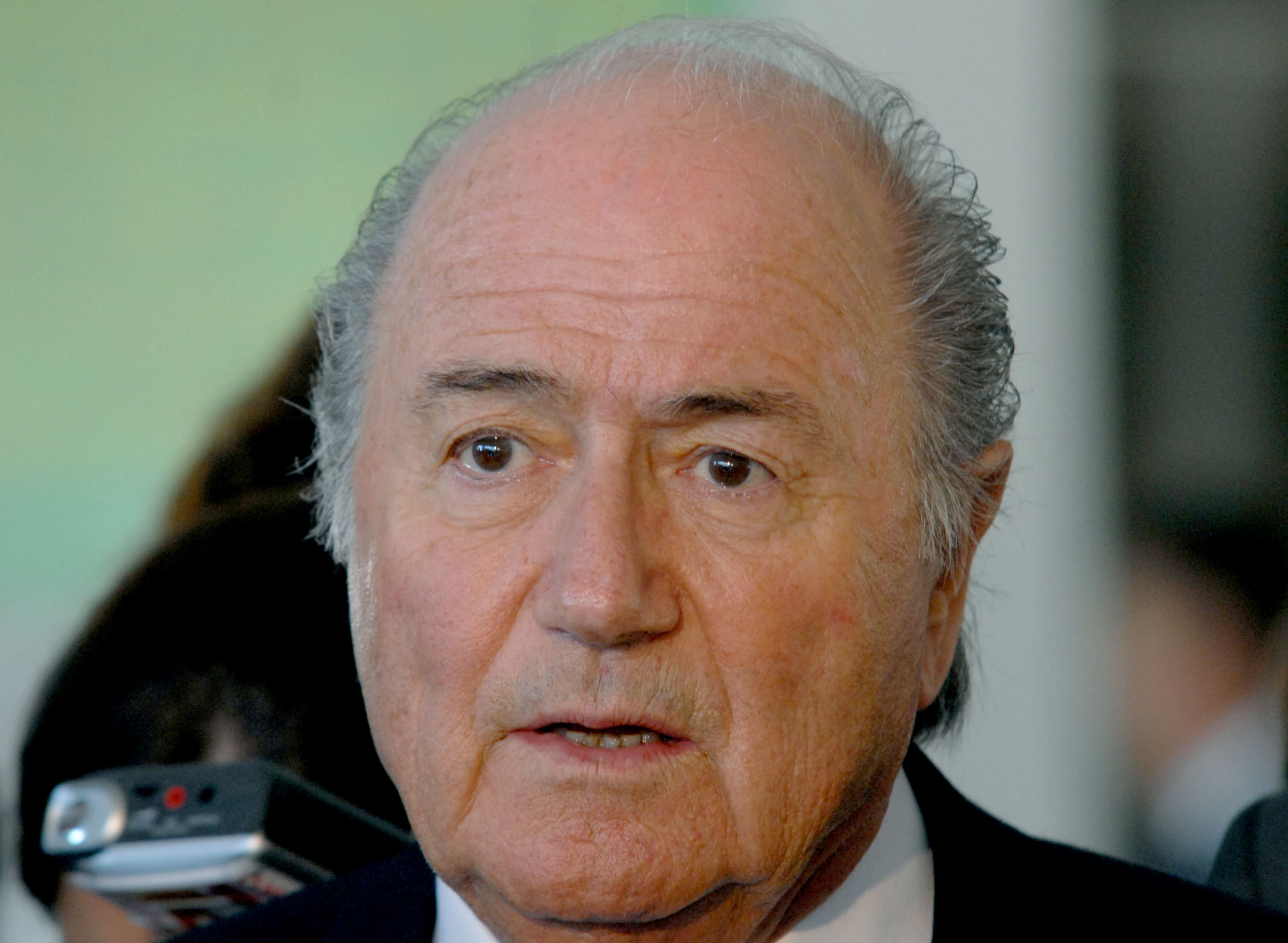
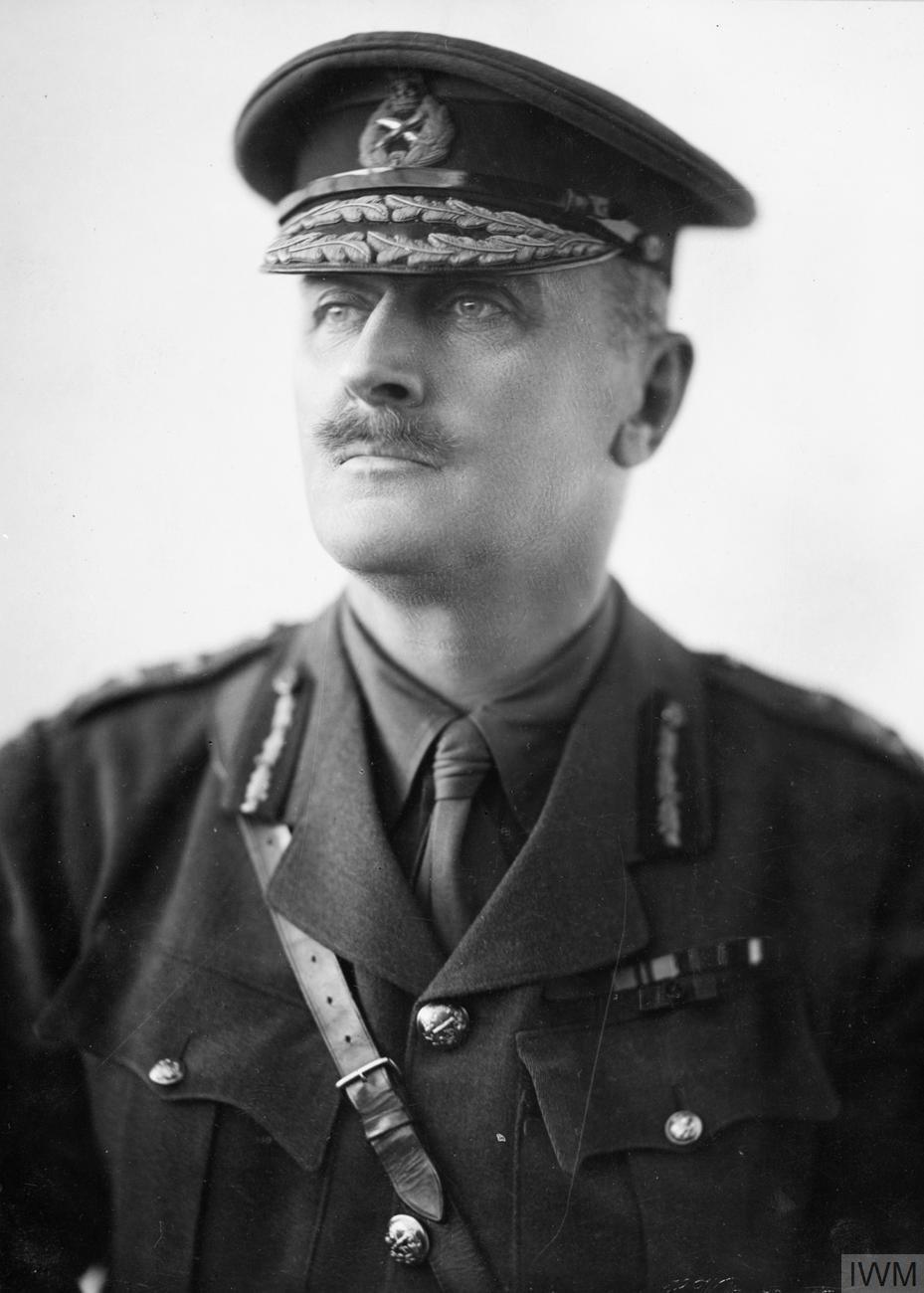
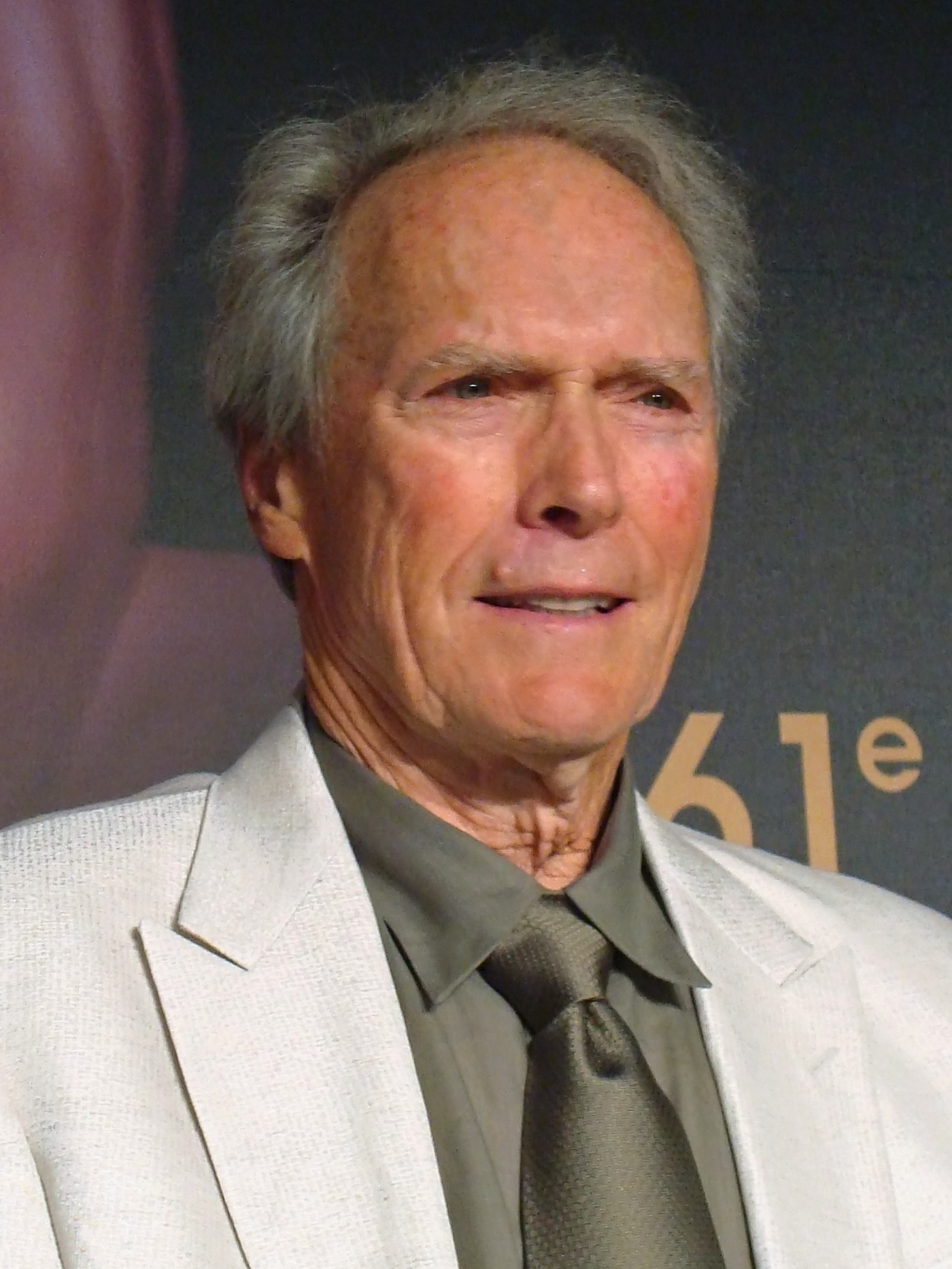
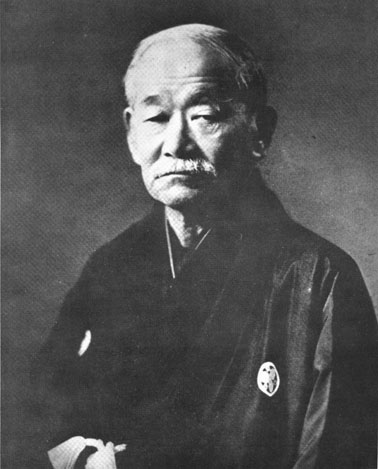
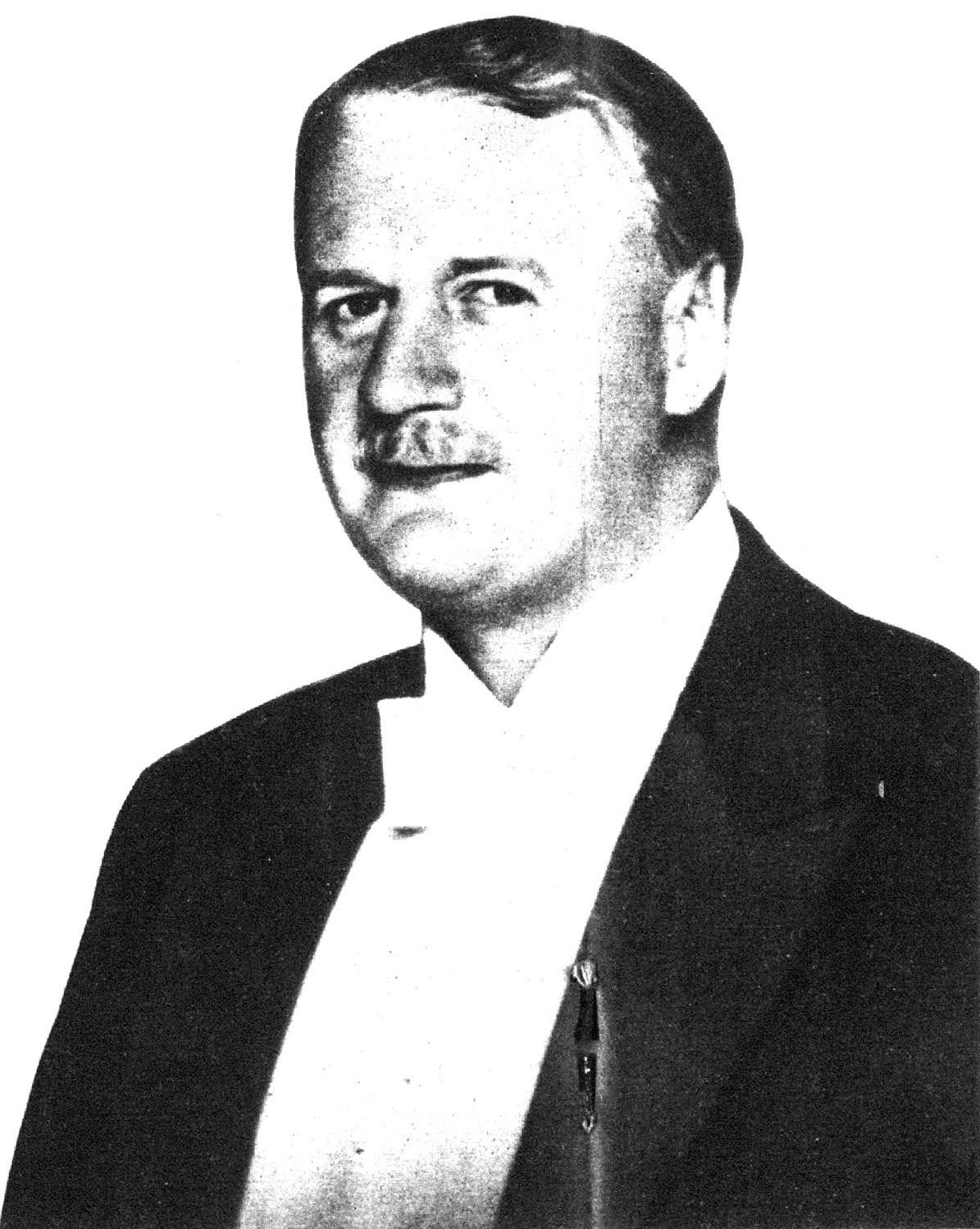

### الطبقة الأولى، الوشاح الأكبر
- إدموند ألنبي (1921)[10]
- توكوغاوا يوشينوبو (1908)[11]
- جوزيف بلاتر (2009)[12]
- ماسارو إيبوكا[13]
- وانجاري ماثاي (2009)[14]

### الطبقة الثانية، نجم ذهبي وفضي
- تسونغ-داو لي (2007)[15]
- وندل ستانلي (1966)[16]
- محمد النوري الجويني (2019)[17]

### الطبقة الثالثة، أشعة ذهبية مع وشاح للعنق
- تاييتشي أونو (1982)[18]
- كانو جيغورو[19]
- كلينت إيستوود (2009)[20][21]
- مايلز لامبسون[22]

### الطبقة الرابعة، أشعة ذهبية مع زُهيرات
- موريهيه أويشيبا (1964)[23]

### الطبقة السابعة، ميدالية أوراق الباولونيا الخضراء
ألغيت هذه الطبقة سنة 2003.

### الطبقة الثامنة، ميدالية أوراق الباولونيا البيضاء
ألغيت هذه الطبقة سنة 2003.